# Jean-Baptiste Tuby

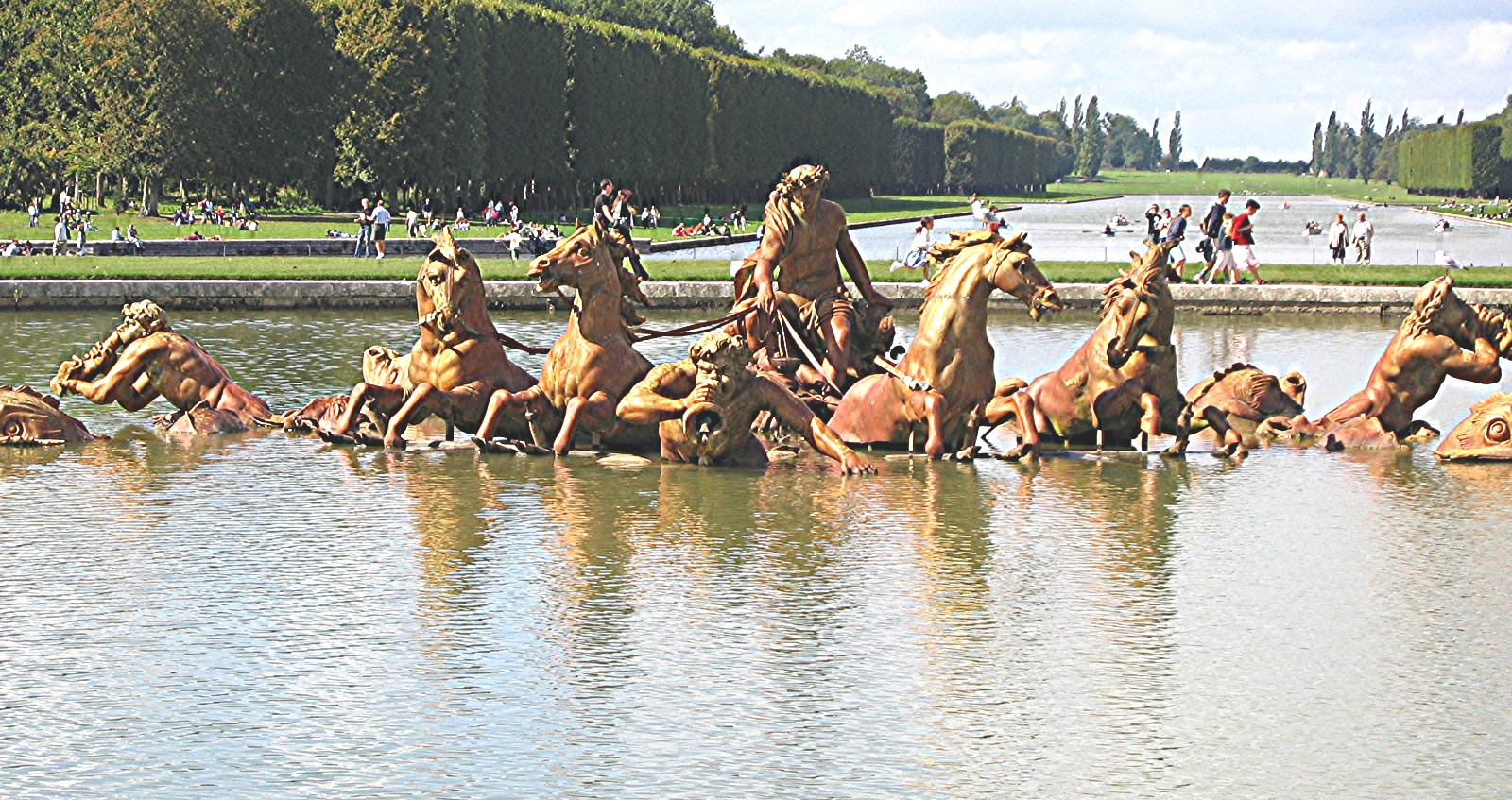
Fonte de bronze de Apolo, Versailles

Jean-Baptiste Tuby (1635 – 1700) foi um escultor francês de origem italiana que serviu Luís XIV da França e foi considerado com Antoine Coysevox, como um dos melhores escultores da côrte de seu tempo. Ele nasceu em Roma em 1635 e morreu em Paris em 1700[carece de fontes?].
Seus trabalhos são notáveis por sua precisão extraordinária na simetria e volume de três dimensões, apresentando formas explosivamente animadas, e por seu delicado senso de embelezamento e até mesmo de humor.
Ele é mais conhecido pela sua magnifica escultura de bronze da Fonte do deus Apollo, planejada e construída por André Le Notre para os jardins Oeste de Versalhes. Ele também esculpiu em tamanho real, bronzes para Versalhes Parterre d'Eau representando vários grandes rios da França (o Saon e o Rhone). Sua indiscutivelmente melhor escultura, é a urna de mármore branco decorativa em Versalhes, Le Vase de la Paix, um monumental trabalho de 2,5 metros de altura que ainda adorna o canto sul das escadas logo abaixo da fachada ocidental do palácio, onde se encontra a Sala dos Espelhos do Palácio de Versalhes[carece de fontes?].